# Țînțăreni (Anenii Noi)
Țînțăreni è un comune della Moldavia situato nel distretto di Anenii Noi di 3.325 abitanti al censimento del 2004

## Località
Il comune è formato dall'insieme delle seguenti località (popolazione al 2004):
- Țînțăreni (2.867 abitanti)
- Crețoaia (458 abitanti)